# 피터 리 (컴퓨터 과학자)
피터 리(영어: Peter Lee, 1960년 ~ )는 미국의 컴퓨터 과학자이다. 1960년 미국에서 한국계 2세로 태어나 미시간대에서 학사와 박사 학위를 받았다. 1987년 카네기멜런대 교수로 임용되었으며 2009년까지 컴퓨터사이언스 학과장 및 연구 담당 부학장 등을 담당하였다. 2010년 마이크로소프트로 전직하여 2013년 7월 연구소장으로 취임하였다. 2016년 4월 미국 대통령 산하 특별기구인 사이버안보증진위원회 위원으로 선정되었다. 컴파일러 검증에 관한 보안기술(Proof-carrying code)을 공동 개발하였으며 국방부 산하 기구인 방위고등연구계획국(DARPA)에서도 여러 괄목할 성과를 남겼다.